# Obscuritas
Obscuritas (latin, "mörker", "oklarhet", "dunkel" eller "mystik" beroende på vilket sammanhang det används i) är en term inom retoriken som använts i flera olika syften. Den är motsatsen till perspicuitas, "klarhet". 

## Historia
Obscuritas kommer från den klassiska retoriken och beskrivs som en stilbrist, även inom den moderna retoriken. När budskapet blev så "dunkelt" att det inte kunde beskrivas så hindrade det förståelsen. Quintilianus menade på att denna "oklarhet" kunde skapa en opålitlighet och försämra talarens övertygelseförmåga , medan Aristoteles betonade hur viktigt det är att kunna anpassa språket för sin publik.  Under antiken och medeltiden kom begreppet obscuritas att användas inom både litteratur och retorik, där det syftade på en stilistisk teknik för att skapa komplexitet, mysterium eller för att uppnå en viss effekt genom att göra en text eller tal mer svårbegriplig. Inom medeltida och renässanslitteratur användes obscuritas för att beskriva en poängfull stil som ibland gjorde texter avsiktligt svåra att förstå, vilket ledde till en slags mysticism och behovet av tolkning.

### Etymologi
Ordet "obscuritas" etymologi kommer från det latinska ordet "obscuritas", som betyder "mörker", "oklarhet", eller "dunkelhet". Ordet har sitt ursprung i den latinska roten "obscurus", som betyder "mörk", "skuggig", eller "dunkel". Detta ord är nära relaterat till "ob-" (en prefix som innebär "mot" eller "bortom") och "scurus", som kommer från "tenebrosus" (som betyder "mörk", "skuggig" eller "dunkel").

## Teori
Det finns ett tydligt förhållande mellan klarhet (claritas) och oklarhet eller obscuritas i retoriken. Obscuritas ses som en teknisk aspekt av tal eller skrift där författaren avsiktligt använder oklara eller fördunklade uttryck för att uppnå en viss effekt på publiken. Obscuritas som något som bör undvikas i tal för att inte förlora publiken. Det finns tillfällen där en viss grad av oklarhet kan användas för att skapa ett djupare intryck eller en känsla av sofistikering, särskilt när det gäller poetiska eller filosofiska verk. Aristoteles betonar vikten av att tala och skriva klart för att säkerställa att budskapet når fram till åhörarna på ett begripligt sätt. Aristoteles erkänner dock att en viss mängd obscuritas eller tvetydighet ibland kan vara användbar i tal och text för att skapa en viss effekt, som att väcka intresse eller skapa en viss känslomässig respons hos publiken.  Gadamer ser obscuritas som ett moment i den dialektiska processen av förståelse, där varje tolkningsförsök är delvis ofullständigt och präglat av förförståelse 